# Trehörningen (Knista socken, Närke)
Trehörningen är en sjö i Karlskoga kommun och Lekebergs kommun i Närke och ingår i Göta älvs huvudavrinningsområde. Sjön är 9,9 meter djup, har en yta på 0,0585 kvadratkilometer och befinner sig 162,3 meter över havet.

## Delavrinningsområde
Trehörningen ingår i det delavrinningsområde (657666-143080) som SMHI kallar för Mynnar i Möckeln. Medelhöjden är 146 meter över havet och ytan är 40,91 kvadratkilometer. Räknas de 7 avrinningsområdena uppströms in blir den ackumulerade arean 126,51 kvadratkilometer. Valån (Kärmälven) som avvattnar avrinningsområdet har biflödesordning 3, vilket innebär att vattnet flödar genom totalt 3 vattendrag innan det når havet efter 286 kilometer. Avrinningsområdet består mestadels av skog (76 procent) och sankmarker (10 procent). Avrinningsområdet har 3,02 kvadratkilometer vattenytor vilket ger det en sjöprocent på 7,4 procent.